# Zum Herrgott auf der Wies

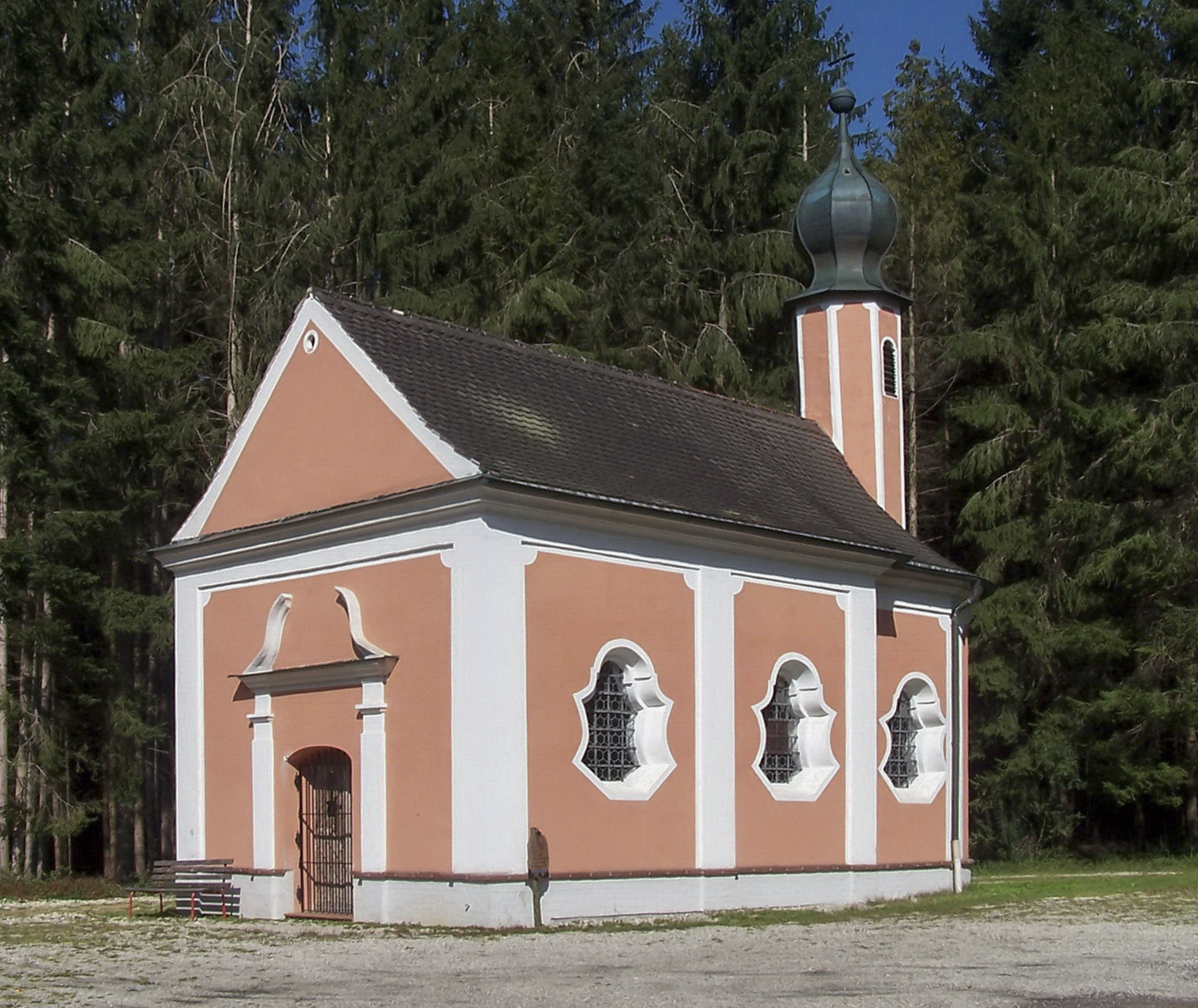
Außenansicht der Kapelle Zum Hergott auf der Wies von Südwesten

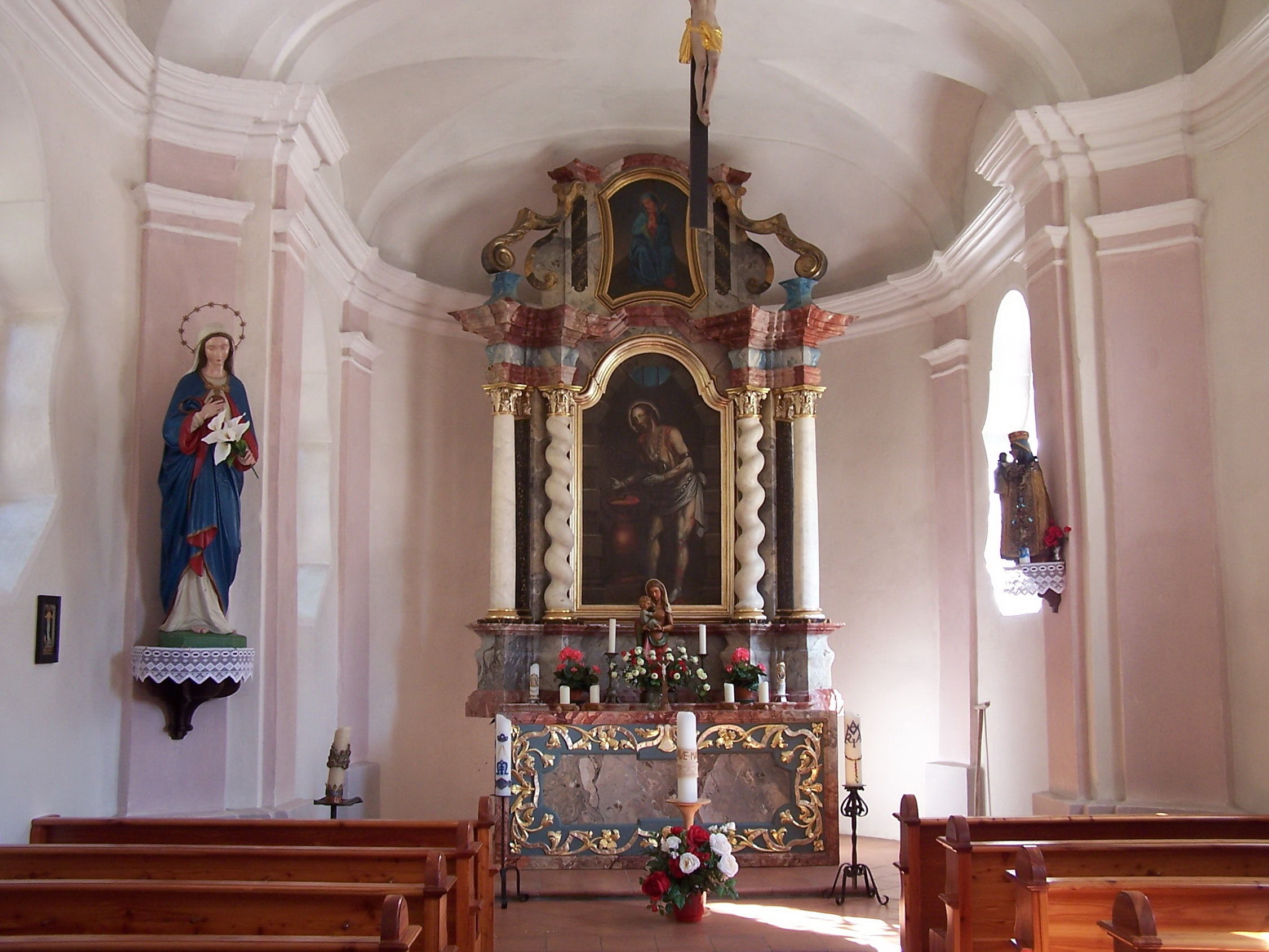
Blick in den Innenraum

Die römisch-katholische Kapelle (Zum) Herrgott auf der Wies (auch als Wieskapelle bezeichnet) befindet sich auf einer Lichtung im Hauptteilholz zwischen Mettenbach und Oberröhrenbach auf dem Gebiet der Marktgemeinde Essenbach im niederbayerischen Landkreis Landshut. Der kleine Rokoko-Saalbau wurde im Jahr 1754 errichtet und ist als Baudenkmal mit der Nummer D-2-74-128-34 beim Bayerischen Landesamt für Denkmalpflege eingetragen.

## Geschichte
Die Legende besagt, dass die 60-jährige ledige Näherin Catharina Krenzinger aus Mettenbach im Jahr 1745 von einem Briefträger ein Hergottsbildnis mit der Darstellung des gegeißelten Heilands kaufte. Dieses erinnert an das Tränenwunder aus dem Jahr 1730, auf das der Bau der berühmten Wieskirche bei Steingaden zurückgeht. Nachdem sie dieses ein Vierteljahr lang in einem schlechten Zimmer aufbewahrt hatte, ließ sie es von einem Zimmerer aus Mettenbach in eine am Weg nach Oberröhrenbach stehende Eiche einsetzen. Durch das Bild sollen in der folgenden Zeit zahlreiche Wunder gewirkt worden sein. Aus Votivgaben konnte man bereits nach sechs Jahren an der Stelle des Bildstocks eine hölzerne Kapelle erbauen.
Bald holte der zuständige Mettenbacher Pfarrer Mathäus Falckh vom Bischöflichen Ordinariat in Regensburg die Genehmigung ein, aus den Wallfahrtsopfern eine Kapelle aus Stein zu erbauen. Dieser Plan wurde 1754 umgesetzt. Noch im selben Jahr starb Pfarrer Falckh, an den bis heute eine Gedenktafel am Aufgang zur Pfarrkirche erinnert.
Ein anderer Teil der Wallfahrtsopfer war bereits zuvor in Form einer wöchentlichen Gabe von 12 Kreuzern an die inzwischen verarmte Urheberin der Wallfahrt, Catharina Krenzinger, ausgezahlt worden. Da Pfarrer Falckh diese Zahlung aber bereits nach sechs Monaten wieder eingestellt hatte, um notwendige Reparaturen an der Pfarrkirche durchzuführen, beschwerte sich Krenzinger beim Ordinariat. Zunächst sprach ihr der mit der Sache beauftragte Dekan von Hofdorf die wöchentliche Zuwendung wieder zu. Dennoch gelangte die Beschwerde Krenzingers um ihre Pension bis vor das kurfürstliche Pflegamt in Rottenburg. Dieses stellte fest, dass die Wallfahrtskapelle ohne die Zustimmung der kurfürstlichen Landesherrschaft gebaut worden war. So entstand ein Streit zwischen dem Kurfürstentum Bayern und dem Stift Obermünster (dem damals die Pfarrei Mettenbach inkorporiert war) um den Kirchenschutz für die Wieskapelle, der bis 1794 dauerte, wobei Obermünster schließlich unterlag.
Im Jahr 1906 wurde das stark vermoderte Altarblatt der Wieskapelle mit dem Bildnis des gegeißelten Heilands in die Veitskirche verbracht, wo es ein weitgehend unbeachtetes Dasein fristete. Stattdessen wurde von einem ortsansässigen Bauern eine Statue des Heilands an der Geißelsäule gestiftet. Diese ist eine moderne Arbeit des Bildhauers Emanuel Basler d. J. aus Simbach am Inn. Bei zwei Einbrüchen im Jahr 1973 wurden die Engelsköpfe vom Altar und mehrere Votivtafeln, die meist Vieh mit dem Patron Leonhard darstellten, entwendet. Bei der Gesamtrenovierung der Wieskapelle im Jahr 1979 kam das ursprüngliche Gnadenbild an seinen angestammten Platz zurück. Die ausgediente Statue und eine Darstellung der Rosenkranzmadonna befinden sich heute in der Pfarrkirche St. Dionysius.

## Beschreibung
Die kleine, nach Osten ausgerichtete Saalkirche mit Lisenengliederung umfasst ein zweijochiges Langhaus sowie einen einjochigen Chor mit halbrunder Apsis. Auf dessen Scheitel ist ein achtseitiger Dachreiter mit Zwiebelkuppel aufgesetzt. Die Fensteröffnungen sind geschwungen berandet; es handelt sich also um zeittypische, sogenannte Bassgeigenfenster. Die östlichen Ecken des Langhauses am Übergang zum Chor sind ausgerundet. Das Portal auf der Westseite ist durch einen gesprengten Giebel ausgezeichnet.
Der Innenraum wird von einem flachen Tonnengewölbe mit Stichkappen überspannt, das auf Pilastern mit mehrfach profilierten Kapitellen ruht. Der Aufbau des kleinen Altares ruht auf zwei Rundsäulen und zwei gewundenen Säulen. Als Hauptbild ist eine Holzfigur des Heilands an der Geißelsäule zu sehen, in dem von zwei Voluten flankierten Auszug ein Bildnis der Mater Dolorosa. An dem runden Chorbogen ist links eine Figur der Maria Immaculata angebracht, rechts eine Kopie des Altöttinger Gnadenbildes.